# Acanthoscelides campeche
Acanthoscelides campeche là một loài bọ cánh cứng trong họ Bruchidae. Loài này được Johnson miêu tả khoa học năm 1983.